# Хаим (река)
Хаи́м (бур. Хаям) — река в Прибайкальском районе Бурятии (Россия), правый приток Кики, бассейн озера Байкал. Длина реки — 58 км.
Образуется слиянием рек Правый Хаим и Левый Хаим в северо-западных отрогах хребта Улан-Бургасы. Течёт с востока на запад в горно-таёжной местности. Впадает в реку Кику по правому берегу в 45 км от места её впадения в Байкал. За 1 км до устья реку пересекает региональная автодорога Р438 (Баргузинский тракт). В устье на левом берегу расположен дачный посёлок Хаим (бывшее село).

## Притоки

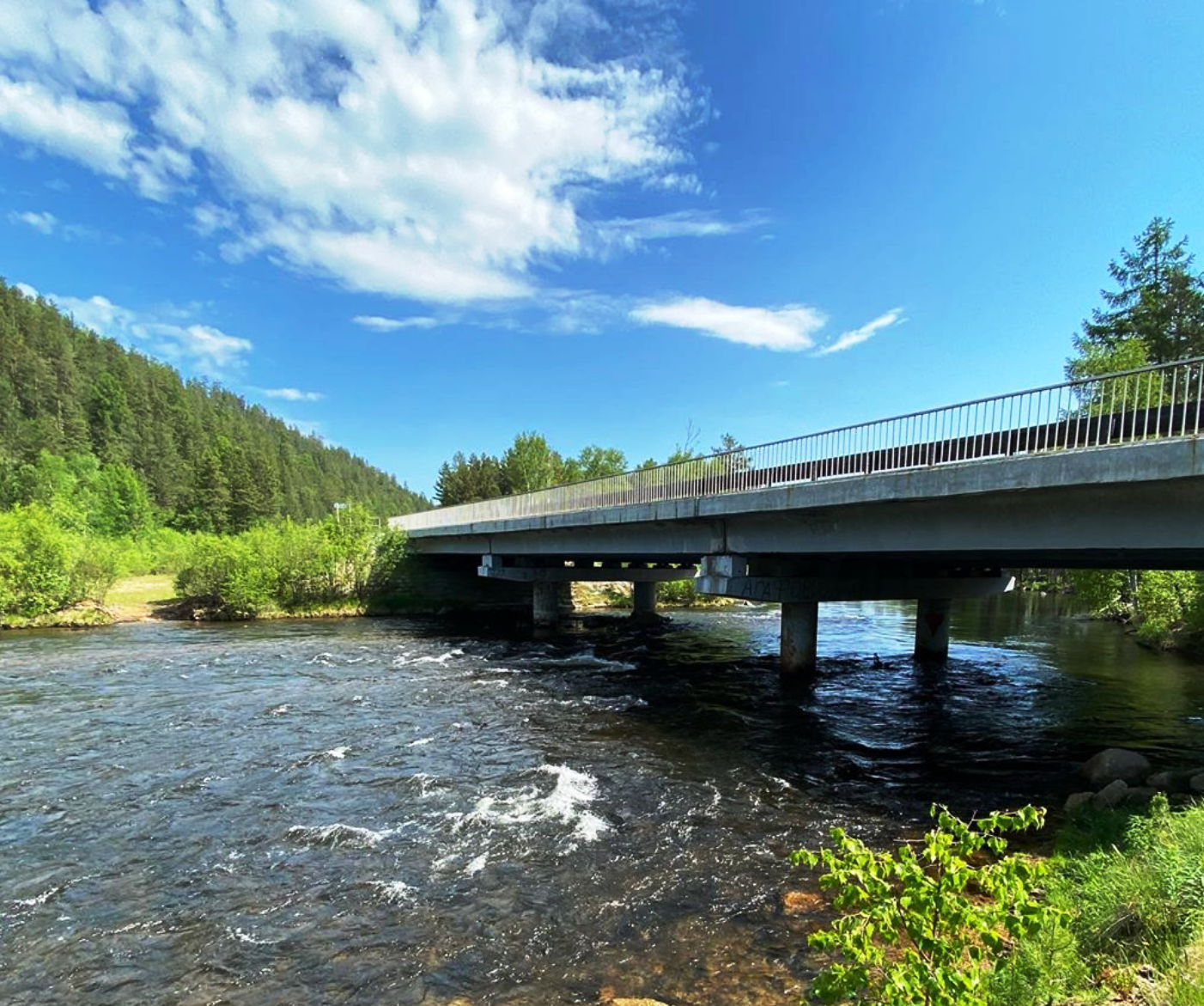
Автомобильный мост через Хаим

(расстояние от устья)
- 1 км: Рямовая
- 6 км: Разбойникова
- 11 км: Зырянка
- 17 км: Караушкин
- 18 км: Зезиванда
- 24 км: Куркавка
- 30 км: Бычья
- Хаимский
- 36 км: Хаимкэн
- Эбэр-Катышин
- 58 км: Левый Хаим
- 58 км: Правый Хаим